# حصار بالا (دماوند)
حصار بالا (دماوند)
حصار روستایی زیبا از توابع بخش مرکزی شهرستان دماوند در استان تهران است که در فاصله دو کیلومتری گیلاوند، شش کیلومتری دماوند و ۷۳ کیلومتری تهران (مرکز استان) واقع شده است. دلیل نامگذاری این روستا آن است که دو قوم اسام لو و بیگلر به این مکان تبعید شدند و سران آنها که دو برادر بودند، دور منطقه دیوار کشیدند به همین علت این روستا را حصار نامیدند. حصار بالا به برادر بزرگتر و حصار پایین به برادر کوچکتر واگذار شد. زبان مردم این منطقه ترکی است و گویشی که مردم حصار بالا دارند با حصار پایین تفاوتی ندارد. این روستا از طبیعتی بکر برخوردار بود ولی با هجوم مهاجرین غیر بومی و ساخت و سازهای غیر اصولی، بافت سنتی این منطقه تغییر شکل داده و به منطقه باغ ویلایی تبدیل شده است. شغل اکثر اهالی این روستا کشاورزی می باشد و از این طریق امرار معاش می کنند. ۸۰ درصد زمین های این منطقه جزو منابع طبیعی محسوب می شوند و تنها بخش کوچکی از آن به زمین های کشاورزی و بخش های مسکونی اختصاص داده شده است.

## جمعیت
این روستا در دهستان تاررود قرار دارد و براساس سرشماری مرکز آمار ایران در سال ۱۳۸۵، جمعیت آن ۶۹۵ نفر (۱۷۵خانوار) بوده‌است.مردم این روستا از قومیت ارومیه (رضائیه قدیم) هستند و به زبان آذری ساده  که گویشی از زبان آذری می‌باشد صحبت می‌کنند.